# Castell de Walferdange
El Castell de Walferdange (en luxemburguès: Walfer Schlass; en francès: Château de Walferdange) situat en el petit poble de Walferdange en el centre de Luxemburg, data de 1824 quan Guillem I dels Països Baixos que també era el Gran Duc de Luxemburg va construir com una granja de cavalls. Ara és part de la Universitat de Luxemburg.

## Història

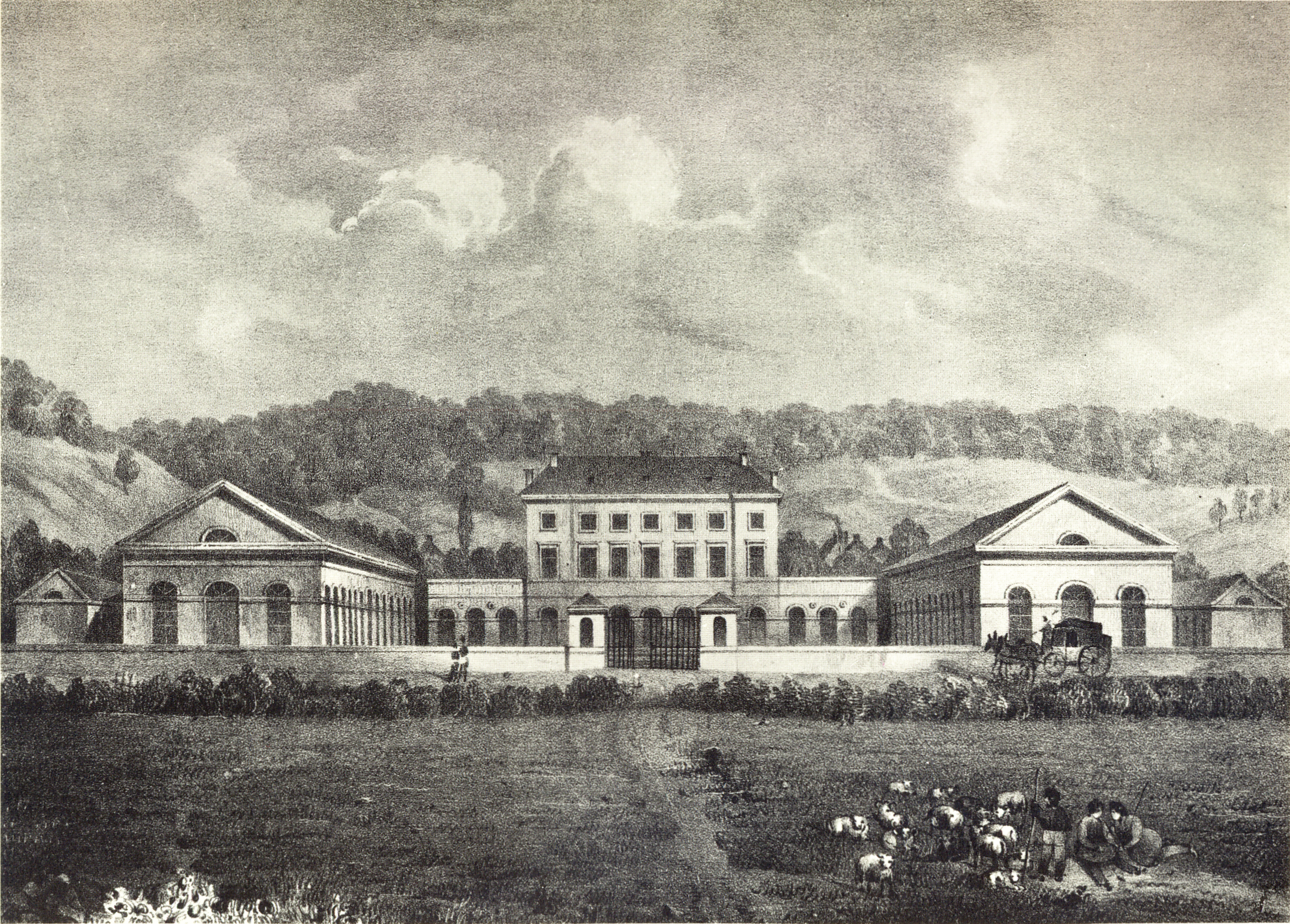
Dibuix de Nicolas Liez (1834)

Guillem I va construir el castell com una cria de cavalls entre 1824 i 1828. El seu fill, Guillem II, el va convertir en residència reial on romania en visitar Luxemburg. Tanmateix, va ser el seu fill el príncep Enric i la seva esposa Amàlia qui van ampliar el castell i els seus jardins mentre ells van viure allà des de 1853. El príncep Enric, governador de Luxemburg, va ser molt estimat, especialment a Walferdange on distribuïa regals als nens cada Nadal. Després de la seva mort el 1879, el castell va estar buit fins que el Gran Duc Adolfo ho va prendre com la seva residència d'estiu el 1905, renovant per complet el castell i el seu parc. Durant el segle xx, el castell va ser utilitzat successivament com a hospital, col·legi de formació del professorat, caserna de l'exèrcit americà i l'exèrcit de Luxemburg i institut de pedagogia abans que la Universitat de Luxemburg obrís la seva Facultat de Llengua i Literatura, Humanitats, Arts i Educació l'any 2003.